# Megafauna australiana

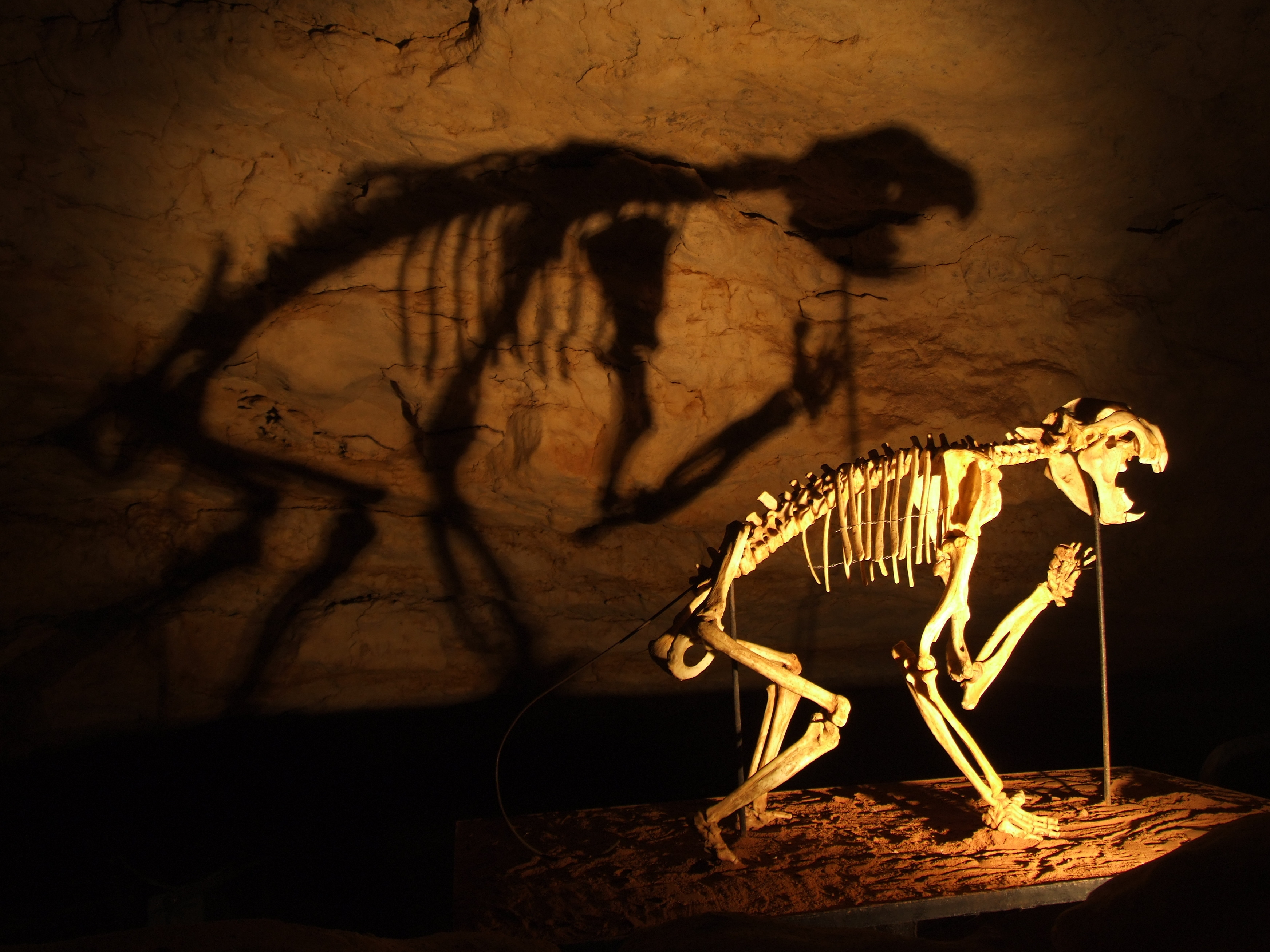
Esqueleto de leão marsupial nas cavernas de Naracoorte, Austrália do Sul.

A megafauna australiana é constituída por espécies de animais de grande porte da Austrália, com massa corporal estimada ou maior que 30 kg, ou igual ou maior do que 30% da maior massa corporal de seus parentes vivos mais próximos. Muitas destas espécies extinguiram-se durante o Pleistoceno (16.100±100 - 50.000 anos antes do presente).
A causa da extinção é um campo de pesquisa ativo e controvertido. Teoriza-se que, com a chegada dos humanos (por volta de 48.000-60.000 anos atrás), a caça e o uso do fogo para alterar o ambiente podem ter contribuído para a extinção da megafauna. A aridez crescente durante o ápice da última glaciação (cerca de 18.000 anos atrás) pode também ter contribuído para a extinção da megafauna. Alguns proponentes afirmam que as mudanças climáticas foram as únicas responsáveis pela extinção da megafauna, mas estes argumentos tem de levar em conta o fato de que espécies da megafauna sobreviveram confortavelmente a oscilações climáticas por dois milhões de anos, incluindo vários períodos glaciais áridos, antes de sua súbita extinção.
Novas evidências baseadas em luminescência opticamente estimulada e datação precisa por urânio-tório de restos da megafauna sugerem que os humanos foram a causa final da extinção da megafauna australiana. As datas obtidas demonstram que todas as formas de megafauna extinguiram-se num mesmo rápido período de tempo — aproximadamente 47.000 anos atrás — o período de tempo no qual os humanos chegaram pela primeira vez na Austrália. As datas obtidas sugerem que o principal mecanismo de extinção foram as queimadas feitas pelo homem numa paisagem que então era muito menos adaptada ao fogo; a análise de isótopos de oxigênio e carbono nos dentes da megafauna indicam mudanças bruscas, drásticas e não vinculadas ao clima na vegetação e na dieta das espécies marsupiais sobreviventes, bem como o desaparecimento de espécies da megafauna. Análises adicionais destes dentes indicam que o clima regional árido na época da extinção era similar ao clima árido de hoje e que a megafauna era bem adaptada a ele.